# Demonassa capitalis
Demonassa capitalis är en skalbaggsart som beskrevs av Blackburn 1908. Demonassa capitalis ingår i släktet Demonassa och familjen långhorningar. Inga underarter finns listade i Catalogue of Life.